# Ultraman The Next
Ultraman The Next é um filme japonês da franquia Ultraman produzido em 2004.

## Enredo
O primeiro-tenente Shunichi Maki (Tetsuya Bessho), da Força de Autodefesa Aérea do Japão, é um prestigioso piloto de jato F-15 Eagle. Um fã ao longo da vida desde que era criança, ser piloto é o seu maior sonho. Infelizmente, seus deveres o distanciam de sua esposa, Yoko, que se sente negligenciada, e seu filho, Tsugumu, que tem uma doença do sangue congênita terminal.
Maki decide largar a carreira para ficar mais tempo com a família. Em sua última missão com seu colega, Yamashima, ele se choca com um objeto misterioso e sobrevive milagrosamente. Mais tarde, já em uma nova carreira como piloto civil, ele é sequestrado pelos militares e fica sabendo que há tempo eles o observavam. Assim como outro homem, ele teve contato com uma entidade alienígena e está em simbiose com ela.
O primeiro contatado sofreu mutação e se tornou um lagarto em forma humanoide. A cientista Sara (Kyoko Toyama) estudou o fenômeno, mas não conseguiu evitar que a criatura fugisse. Agora ela acredita que o segundo contatado vai ser procurado pelo homem-lagarto e prende Maki para atraí-lo. Como ela previu, os dois se pressentem telepaticamente e o monstro ataca a base militar onde ele está preso, matando os soldados. Encurralado, Maki se transforma em um ser humanoide gigantesco com pele prateada.
O ser luta com o monstro, que também adquiriu proporções gigantescas e o obriga a fugir. Maki não se lembra de nada, mas concorda em ajudar Sara a deter o monstro antes que ele cause a morte de milhões de pessoas. Apesar da saúde frágil do filho, que sofre uma crise, Maki persegue a criatura e a confronta novamente em uma galeria subterrânea, transformando-se outra vez no ser prateado. Os dois aumentam ainda mais de tamanho e poder, percebe-se que eles se conhecem e são capazes de conversar telepaticamente.
Em uma luta titânica, Ultraman, como é posteriormente batizado pelas crianças, derrota o lagarto diante das câmeras de televisão e salva a cidade de Tóquio, que estava sendo destruída em uma sequência típica da franquia Ultraman. No final, o herói do espaço se separa de Maki e este tem a chance de retomar sua vida normal, realizando o sonho de seu filho, que é voarem juntos de avião.
O diretor é Kazuya Konaka e a trilha sonora é da badalada banda japonesa Tak Matsumoto Group. The Next é parte do Ultra N Project, uma tentativa do estúdio Tsuburaya Productions de reabilitar o conceito original, tendo sido seguido da série Ultraman Nexus.